# Deflacionismo
Frequentemente sinônimo de antifundacionalismo, deflacionismo (também chamado de não-essencialismo) na filosofia é a falta de crença em uma essência (do latim esse) de qualquer coisa, ideia ou entidade metafísica (por exemplo, Deus). O deflacionismo também pode ser definido catafaticamente como a crença de que, para qualquer entidade, não há traços específicos ou base de ser que entidades desse tipo devam possuir para serem consideradas "aquela entidade".
O deflacionismo não se restringe à especulação filosófica geral. Também é encontrado em disciplinas acadêmicas como sociologia, antropologia, teologia, história / historiografia e ciências . A forma como o deflacionismo é usado nesses discursos varia um pouco devido aos seus diferentes conteúdos e assuntos.

## Crítica
Edward Feser descreve a posição não apenas como insustentável logicamente, mas psicologicamente impossível. Em seu livro A Vingança de Aristóteles, ele argumenta que não se pode dizer que o universo essencialmente não tem uma essência sem violar a Lei da não-contradição.